# Giovani Lo Celso
Giovani Lo Celso, född 9 april 1996, är en argentinsk fotbollsspelare som spelar som mittfältare för engelska Tottenham Hotspur i Premier League och för Argentinas landslag. Lo Celso spelar främst på det offensiva innermittfältet men kan även spela som yttermittfältare eller som släpande anfallare. Han beskrivs som en smart, teknisk och mångsidig spelare som kan spela på valfri position på mittfältet.

## Klubbkarriär
Lo Celso är en produkt av Rosario Central där inledde sin karriär i klubbens ungdomssystem innan han gjorde a-lagsdebut den 19 juli 2015 mot Veléz Sarsfield. Den 26 juli 2016 värvades Lo Celso av franska Paris Saint-Germain, där han skrev på ett femårskontrakt. Han lånades direkt tillbaka till Rosario Central över resten av 2016. Lo Celso debuterade för PSG den 5 april 2017 i en 4–0-vinst över US Avranches i Coupe de France, där han blev inbytt i den 63:e minuten mot Adrien Rabiot.
Den 31 augusti 2018 lånades Lo Celso ut till spanska Real Betis på ett låneavtal över säsongen 2018/2019, med en köpoption i avtalet. Den 16 april 2019 utnyttjade Real Betis köpoptionen och värvade Lo Celso. Den 8 augusti 2019 lånades Lo Celso ut till engelska Tottenham Hotspur på ett låneavtal över säsongen 2019/2020. Den 28 januari 2020 blev det en permanent övergång till Tottenham Hotspur för Lo Celso som skrev på ett 5,5-årskontrakt.
Den 31 januari 2022 lånades Lo Celso ut till spanska Villarreal på ett låneavtal över resten av säsongen 2021/2022.

## Landslagskarriär
Lo Celso var uttagen i Argentinas U23-trupp till Olympiska sommarspelen 2016. Lo Celso debuterade den 4 augusti 2016 i en 2–0-förlust mot Portugal, där han blev inbytt i den 72:a minuten mot Cristian Espinoza.
Den 11 november 2017 debuterade Lo Celso för Argentinas A-landslag i en 1–0-vinst över Ryssland. Lo Celso blev uttagen i Argentinas trupp till Fotbolls-VM 2018 i Ryssland där han inte spelade en enda match då man förlorade kvartsfinalen mot Frankrike, som sedan skulle vinna turneringen. Han har spelat två upplagor av Copa America, 2019 då man tog brons, och 2021 där man skulle vinna turneringen efter att ha besegrat Brasilien i finalen efter straffar.

## Privatliv
Lo Celso är äldre bror till fotbollsspelaren Francesco Lo Celso, född 2000, som spelar som mittfältare för Rosario Central. Lo Celso innehar ett italienskt medborgarskap.